# Ron Harper
Ron Harper (Dayton, Ohio, SAD, 20. siječnja 1964.) je bivši američki košarkaš.
Studirao je na sveučilištu Miami iz Ohia. Cleveland Cavaliersi su ga 1986. na draftu izabrali u 1. krugu. Bio je 8. po redu izabrani igrač.

## Vanjske poveznice
- NBA.com